# Яхреньга
Яхреньга́ (рос. Яхреньга) — село у складі Підосиновського району Кіровської області, Росія. Адміністративний центр Яхреньзького сільського поселення.
Населення становить 468 осіб (2010, 533 у 2002).
Національний склад станом на 2002 рік — росіяни 99 %.